# 中国2010年上海世界博览会卡塔尔馆
中国2010年上海世界博览会卡塔尔馆是2010年上海世博会上代表卡塔尔的展馆，位于世博园区A片区。卡塔尔馆的主题是“现今的雄心和未来的期望”。
卡塔尔馆外观类似卡塔尔标志性建筑——巴尔赞塔（Barzan Tower），内部则通过趣味测试站、贝都因人帐篷等展示卡塔尔未来城市的理念。同时展馆内画廊还会定期举办各种展览。